# Union soviétique aux Jeux olympiques d'hiver de 1980
 (août 2021).
Cet article contient des informations sur la participation et les résultats de l'Union soviétique (URSS) aux Jeux olympiques d'hiver de 1980 qui ont eu lieu à Lake Placid aux États-Unis.

## Médaillés
| Médaille | Nom | Sport | Épreuve                  |
| --- | --- | --- | ------------------------ |
| Or | Anatoly Alyabyev | Biathlon | 20 km hommes             |
| Or | Vladimir Alikin Aleksandr Tikhonov Vladimir Barnashov Anatoly Alyabyev | Biathlon | Relais 4 × 7,5 km hommes |
| Or | Nikolay Zimyatov | Ski de fond | 30 km hommes             |
| Or | Nikolay Zimyatov | Ski de fond | 50 km hommes             |
| Or | Vasily Rochev Nikolay Bazhukov Yevgeny Belyaev Nikolay Zimyatov | Ski de fond | Relais 4 × 10 km hommes  |
| Or | Raisa Smetanina | Ski de fond | 5 km femmes              |
| Or | Irina Rodnina Aleksandr Zaïtsev | Patinage artistique | Couples                  |
| Or | Natalia Linitchouk Guennadi Karponossov | Patinage artistique | Danse sur glace          |
| Or | Vera Zozuļa | Luge | Individuel femmes        |
| Or | Nataliya Petrusyova | Patinage de vitesse | 1 000 m femmes           |
| Argent | Vladimir Alikin | Biathlon | Sprint 10 km femmes      |
| Argent | Vasily Rochev | Ski de fond | 30 km hommes             |
| Argent | Nina Fiodorova Nina Selyunina Galina Kulakova Raisa Smetanina | Ski de fond | Relais 4 × 5 km femmes   |
| Argent | Marina Cherkasova Sergey Shakray | Patinage artistique | Couples                  |
| Argent | Équipe d'Union soviétique de hockey sur glace \| - Vladimir Mychkine - Vladislav Tretiak - Viatcheslav Fetissov - Vassili Pervoukhine - Valeri Vassiliev - Alekseï Kassatonov - Sergueï Starikov \| - Zinetoula Bilialetdinov - Vladimir Kroutov - Aleksandr Maltsev - Iouri Lebedev - Boris Mikhaïlov - Vladimir Petrov \| - Valeri Kharlamov - Helmuts Balderis - Viktor Jlouktov - Aleksandr Golikov - Sergueï Makarov - Vladimir Golikov - Aleksandr Skvortsov \| | Hockey sur glace | Compétition femmes       |
| Argent | Yevgeny Kulikov | Patinage de vitesse | 500 m hommes             |
| Bronze | Anatoly Alyabyev | Biathlon | Sprint 10 km hommes      |
| Bronze | Aleksandr Zavyalov | Ski de fond | 50 km hommes             |
| Bronze | Irina Moïsseïeva Andrei Minenkov | Patinage artistique | Danse sur glace          |
| Bronze | Ingrīda Amantova | Luge | Individuel femmes        |
| Bronze | Vladimir Lobanov | Patinage de vitesse | 1 000 m hommes           |
| Bronze | Nataliya Petrusyova | Patinage de vitesse | 500 m femmes             |
| - Vladimir Mychkine - Vladislav Tretiak - Viatcheslav Fetissov - Vassili Pervoukhine - Valeri Vassiliev - Alekseï Kassatonov - Sergueï Starikov | - Zinetoula Bilialetdinov - Vladimir Kroutov - Aleksandr Maltsev - Iouri Lebedev - Boris Mikhaïlov - Vladimir Petrov | - Valeri Kharlamov - Helmuts Balderis - Viktor Jlouktov - Aleksandr Golikov - Sergueï Makarov - Vladimir Golikov - Aleksandr Skvortsov |                          |

## Résultats

### Ski alpin
Homme
| Athlète           | Épreuve      | Course 1        | Course 1 | Course 2        | Course 2 | Total           | Total |
| Athlète           | Épreuve      | Temps           | Rang     | Temps           | Rang     | Temps           | Rang  |
| ----------------- | ------------ | --------------- | -------- | --------------- | -------- | --------------- | ----- |
| Vladimir Makeyev  | Descente     |                 |          |                 |          | 1 min 49 s 87   | 22    |
| Valery Tsyganov   | Descente     |                 |          |                 |          | 1 min 47 s 34   | 8     |
| Vladimir Andreyev | Slalom géant | 1 min 22 s 19   | 21       | 1 min 22 s 75   | 11       | 2 min 44 s 94   | 15    |
| Alexander Zhirov  | Slalom géant | 1 min 21 s 53   | 10       | 1 min 22 s 54   | 9        | 2 min 44 s 07   | 9     |
| Valery Tsyganov   | Slalom géant | 1 min 21 s 22   | 6        | N'a pas terminé | –        | N'a pas terminé | –     |
| Alexander Zhirov  | Slalom       | N'a pas terminé | –        | –               | –        | N'a pas terminé | –     |
| Vladimir Andreyev | Slalom       | 54 s 97         | 10       | 51 s 68         | 9        | 1 min 46 s 65   | 9     |

Femme
| Athlète                        | Épreuve      | Course 1      | Course 1 | Course 2      | Course 2 | Total         | Total |
| Athlète                        | Épreuve      | Temps         | Rang     | Temps         | Rang     | Temps         | Rang  |
| ------------------------------ | ------------ | ------------- | -------- | ------------- | -------- | ------------- | ----- |
| Nadezhda Andreyeva-Patrakeyeva | Slalom géant | 1 min 17 s 44 | 14       | 1 min 29 s 65 | 12       | 2 min 47 s 09 | 12    |
| Nadezhda Andreyeva-Patrakeyeva | Slalom       | 43 s 42       | 3        | 45 s 78       | 11       | 1 min 29 s 20 | 6     |

### Biathlon
| Épreuve      | Athlète            | Manqués1 | Temps          | Rang |
| ------------ | ------------------ | -------- | -------------- | ---- |
| Sprint 10 km | Aleksandr Tikhonov | 2        | 34 min 14 s 88 | 9    |
| Sprint 10 km | Anatoli Aliabiev   | 1        | 33 min 09 s 16 | 3    |
| Sprint 10 km | Vladimir Alikin    | 0        | 32 min 53 s 10 | 2    |

| Épreuve | Athlète            | Temps              | Penaltés | Temps ajusté2      | Rang |
| ------- | ------------------ | ------------------ | -------- | ------------------ | ---- |
| 20 km   | Vladinmir Alikin   | 1 h 06 min 05 s 30 | 6        | 1 h 12 min 05 s 30 | 8    |
| 20 km   | Vladimir Barnashov | 1 h 07 min 49 s 49 | 4        | 1 h 11 min 49 s 49 | 7    |
| 20 km   | Anatoly Alyabyev   | 1 h 08 min 16 s 31 | 0        | 1 h 08 min 16 s 31 | 1    |

Relais 4 × 7,5 km hommes
| Athlètes                                                               | Course    | Course             | Course |
| Athlètes                                                               | Manqués 1 | Temps              | Rang   |
| ---------------------------------------------------------------------- | --------- | ------------------ | ------ |
| Vladimir Alikin Aleksandr Tikhonov Vladimir Barnashov Anatoly Alyabyev | 0         | 1 h 34 min 03 s 27 | 1      |

1Un tour de pénalité de 150 mètres doit être skié pour chaque cible manqué. 

2Une minute est ajoutée par cible pas complément manquée (un tir sur l'anneau extérieur), deux minutes par cible complètement manquée.

### Ski de fond
| Épreuve | Athlète            | Course             | Course |
| Épreuve | Athlète            | Temps              | Rang   |
| ------- | ------------------ | ------------------ | ------ |
| 15 km   | Vasily Rochev      | 43 min 16 s 86     | 13     |
| 15 km   | Aleksandr Zavyalov | 43 min 00 s 81     | 7      |
| 15 km   | Yevgeny Belyaev    | 42 min 46 s 02     | 5      |
| 15 km   | Nikolay Zimyatov   | 42 min 33 s 96     | 4      |
| 30 km   | Nikolay Bazhukov   | 1 h 31 min 06 s 28 | 14     |
| 30 km   | Yevgeny Belyaev    | 1 h 30 min 35 s 32 | 11     |
| 30 km   | Vasily Rochev      | 1 h 27 min 34 s 22 | 2      |
| 30 km   | Nikolay Zimyatov   | 1 h 27 min 02 s 80 | 1      |
| 50 km   | Yevgeny Belyaev    | 2 h 31 min 21 s 19 | 6      |
| 50 km   | Sergey Savelyev    | 2 h 31 min 15 s 82 | 5      |
| 50 km   | Aleksandr Zavyalov | 2 h 30 min 51 s 52 | 3      |
| 50 km   | Nikolay Zimyatov   | 2 h 27 min 24 s 60 | 1      |

| Athlètes                                                        | Course             | Course |
| Athlètes                                                        | Temps              | Rang   |
| --------------------------------------------------------------- | ------------------ | ------ |
| Vasily Rochev Nikolay Bazhukov Yevgeny Belyaev Nikolay Zimyatov | 1 h 57 min 03 s 46 | 1      |

| Épreuve | Athlète         | Course         | Course |
| Épreuve | Athlète         | Temps          | Rang   |
| ------- | --------------- | -------------- | ------ |
| 5 km    | Nina Selyunina  | 15 min 50 s 39 | 15     |
| 5 km    | Galina Kulakova | 15 min 29 s 58 | 6      |
| 5 km    | Nina Fiodorova  | 15 min 29 s 03 | 5      |
| 5 km    | Raisa Smetanina | 15 min 06 s 92 | 1      |
| 10 km   | Iraida Suslova  | 31:48.39       | 14     |
| 10 km   | Nina Fiodorova  | 31:22.93       | 6      |
| 10 km   | Galina Kulakova | 30:58.46       | 5      |
| 10 km   | Raisa Smetanina | 30:54.48       | 4      |

| Athlètes                                                      | Course             | Course |
| Athlètes                                                      | Temps              | Rang   |
| ------------------------------------------------------------- | ------------------ | ------ |
| Nina Fiodorova Nina Selyunina Galina Kulakova Raisa Smetanina | 1 h 03 min 18 s 30 | 2      |

### Patinage artistique
Homme
| Athlète           | Figures imposées | Programme court | Programme libre | Points | Places          | Rang |
| ----------------- | ---------------- | --------------- | --------------- | ------ | --------------- | ---- |
| Vladimir Kovalev  | 5                | N'a pas terminé | –               | –      | N'a pas terminé | –    |
| Konstantin Kokora | 10               | 11              | 10              | 168,18 | 91              | 10   |
| Igor Bobrin       | 7                | 6               | 8               | 177,40 | 55              | 6    |

Femme
| Athlète      | Figures imposées | Programme court | Programme libre | Points | Places | Rang |
| ------------ | ---------------- | --------------- | --------------- | ------ | ------ | ---- |
| Kira Ivanova | 18               | 16              | 13              | 161.54 | 144    | 16   |

Couples
| Athlètes                          | Programme court | Programme libre | Points | Places | Rang |
| --------------------------------- | --------------- | --------------- | ------ | ------ | ---- |
| Marina Pestova Stanislav Lenovich | 3               | 4               | 141,14 | 31     | 4    |
| Marina Cherkasova Sergey Shakray  | 2               | 2               | 143,80 | 19     | 2    |
| Irina Rodnina Aleksandr Zaïtsev   | 1               | 1               | 147,26 | 9      | 1    |

Danse sur glace
| Athlètes                                | Danse imposée | Danse libre | Points | Places | Rang |
| --------------------------------------- | ------------- | ----------- | ------ | ------ | ---- |
| Natalia Bestemianova Andreï Boukine     | 9             | 9           | 188.18 | 75     | 8    |
| Irina Moïsseïeva Andrei Minenkov        | 3             | 3           | 201,86 | 27     | 3    |
| Natalia Linitchouk Guennadi Karponossov | 1             | 2           | 205,48 | 13     | 1    |

### Hockey sur glace

#### Premier tour - Groupe rouge
|  | Équipe qualifié pour la phase finale        |
|  | Équipe qualifié pour le tour de consolation |

| Équipe           | MP | V | D | E | BP | BC | Pts |
| ---------------- | -- | - | - | - | -- | -- | --- |
| Union soviétique | 5  | 5 | 0 | 0 | 51 | 11 | 10  |
| Finlande         | 5  | 3 | 2 | 0 | 26 | 18 | 6   |
| Canada           | 5  | 3 | 2 | 0 | 28 | 12 | 6   |
| Pologne          | 5  | 2 | 3 | 0 | 15 | 23 | 4   |
| Pays-Bas         | 5  | 1 | 3 | 1 | 16 | 43 | 3   |
| Japon            | 5  | 0 | 4 | 1 | 7  | 36 | 1   |

Toutes les heures sont locales (UTC-5).
| 12 février 1980 | Japon | 0-16 (0–8, 0–5, 0–3) | Union soviétique | Olympic Fieldhouse, Lake Placid |

| Feuille de match | Feuille de match | Feuille de match                                                                                       | Feuille de match | Feuille de match     |
| ---------------- | ---------------- | --- | --- | -------------------- |
|                  |                  | 0 – 1 0 – 2 0 – 3 0 – 4 0 – 5 0 – 6 0 – 7 0 – 8 0 – 9 0 – 10 0 – 11 0 – 12 0 – 13 0 – 14 0 – 15 0 – 16 | 03 min 42 - Starikov (Petrov, Mikhailov) 07 min 55 - Kharlamov (Mikhailov) 09 min 47 - A. Golikov (Makarov, Starikov) 12 min 19 - Fetisov (Petrov, Kharlamov) 14 min 59 - A. Golikov (Makarov) 17 min 30 - Balderis (Starikov, Jlouktov) 19 min 00 - V. Golikov (Makarov) 19 min 27 - V. Golikov (Fetisov, A. Golikov) 20 min 6 - Petrov (Kasatonov) 21 min 20 - Kasatonov (Mikhailov, Balderis) 24 min 20 - Makarov (V. Golikov, Vasiliev) 26 min 33 - Mikhailov (Starikov, Kharlamov) 38:06 - Fetisov (Mikhailov, Kharlamov) 46 min 26 - Jlouktov (Balderis, Aleksandr Skvortsov) 51 min 21 - Petrov (Pervoukhine, Kharlamov) 54 min 49 - A. Golikov (Makarov, V. Golikov) | Arbitrage : Kompalla |
|                  |                  | | | Arbitrage : Kompalla |
| 0 min            | Pénalités        | 2 min                                                                                                  | | Arbitrage : Kompalla |
| 17               | Tirs             | 67 | | Arbitrage : Kompalla |

| 14 février 1980 | Pays-Bas | 4-17 (1–8, 1–7, 2–2) | Union soviétique | Olympic Arena, Lake Placid |

| Feuille de match | Feuille de match | Feuille de match | Feuille de match | Feuille de match           |
| ---------------- | --- | --- | --- | -------------------------- |
|                  | Hille (van Wieren, de Heer) (SN) - 11 min 51 de Graauw (Klooster, de Cloe) - 33 min 49 de Cloe - 41 min 52 de Graauw (Klooster) - 56 min 14 | 0 – 1 0 – 2 0 – 3 0 – 4 0 – 5 1 – 5 1 – 6 1 – 7 1 – 8 1 – 9 1 – 10 1 – 11 1 – 12 1 – 13 1 – 14 2 – 14 2 – 15 3 – 15 3 – 16 4 – 16 4 – 17 | 04 min 24 - Fetisov (Krutov, Maltsev) 04 min 43 - Krutov (Lebedev, Kasatonov) 09 min 59 - Vasiliev (Lebedev, Starikov) (IN) 10 min 12 - Petrov (Pervoukhine) (IN) 11 min 43 - Kharlamov (Mikhailov, Pervoukhine) (IN) 14 min 41 - Lebedev (Maltsev) 16 min 41 - Maltsev (Jlouktov) 22 min 02 - Lebedev (Fetisov, Maltsev) 21 min 14 - Jlouktov (Bilyaletdinov) 22 min 02 - Lebedev (Jlouktov, Aleksandr Skvortsov) 24 min 32 - A. Golikov (V. Golikov) 30 min 21 - A. Golikov 31 min 07 - Krutov (Maltsev, Pervoukhine) 36 min 09 - Krutov (Lebedev, Kasatonov) 39 min 14 - Maltsev (Krutov) 47 min 12 - Makarov (V. Golikov, Starikov) 56 min 12 - Makarov (V. Golikov, A. Golikov) | Arbitrage : Vladimir Šubrt |
|                  | | | | Arbitrage : Vladimir Šubrt |
| 14 min           | Pénalités | 13 min | | Arbitrage : Vladimir Šubrt |
| 26               | Tirs | 49 | | Arbitrage : Vladimir Šubrt |

| 16 février 1980 | Union soviétique | 8-1 (5–1, 1–0, 2–0) | Pologne | Olympic Fieldhouse, Lake Placid |

| Feuille de match | Feuille de match | Feuille de match                                      | Feuille de match                    | Feuille de match    |
| ---------------- | --- | ----------------------------------------------------- | ----------------------------------- | ------------------- |
|                  | Aleksandr Skvortsov (Jlouktov) - 01 min 53 Balderis (Jlouktov, Aleksandr Skvortsov) - 10 min 27 Balderis (Jlouktov) - 10 min 36 Mikhailov (Fetisov, Kharlamov) - 13 min 37 Balderis (Pervoukhine, Bilyaletdinov) - 23 min 12 Kharlamov - 25 min 19 Bilyaletdinov (Kharlamov) (SN) - 43 min 41 Maltsev (Fetisov) - 48:58 | 1 – 0 2 – 0 3 – 0 4 – 0 4 – 1 5 – 1 6 – 1 7 – 1 8 – 1 | 17 min 15 - Małysiak (Jobczyk) (SN) | Arbitrage : Neagles |
|                  | |                                                       |                                     | Arbitrage : Neagles |
| 8 min            | Pénalités | 6 min                                                 |                                     | Arbitrage : Neagles |
| 60               | Tirs | 19                                                    |                                     | Arbitrage : Neagles |

| 18 février 1980 | Finlande | 2-4 (1–0, 0–1, 1–3) | Union soviétique | Olympic Fieldhouse, Lake Placid |

| Feuille de match | Feuille de match                                          | Feuille de match                    | Feuille de match | Feuille de match  |
| ---------------- | --------------------------------------------------------- | ----------------------------------- | --- | ----------------- |
|                  | Porvari (Suoraniemi) - 17 min 44 Porvari (IN) - 42 min 38 | 1 – 0 1 – 1 2 – 1 2 – 2 2 – 3 2 – 4 | 36 min 01 - Fetisov (Makarov, A. Golikov) 54 min 59 - Krutov (Lebedev) 56 min 07 - Maltsev (Krutov, Lebedev) 56 min 18 - Mikhailov (Kasatonov) | Arbitrage : Haley |
|                  |                                                           |                                     | | Arbitrage : Haley |
| 14 min           | Pénalités                                                 | 8 min                               | | Arbitrage : Haley |
| 13               | Tirs                                                      | 48                                  | | Arbitrage : Haley |

| 20 février 1980 | Union soviétique | 6-4 (1–1, 1–2, 4–1) | Canada | Olympic Fieldhouse, Lake Placid |

| Feuille de match | Feuille de match | Feuille de match                                            | Feuille de match | Feuille de match    |
| ---------------- | --- | ----------------------------------------------------------- | --- | ------------------- |
|                  | Balderis (Aleksandr Skvortsov, Jlouktov) - 13 min 42 Kasatonov (Krutov) - 39 min 47 Mikhailov (A. Golikov) - 41 min 53 A. Golikov (Makarov) - 42 min 05 Mikhailov (Starikov) - 48 min 41 A. Golikov - 56 min 51 | 0 – 1 1 – 1 1 – 2 1 – 3 2 – 3 3 – 3 4 – 3 4 – 4 5 – 4 6 – 4 | 01 min 35 - Nill (Davidson, G. Anderson) 20 min 19 - Gregg 22 min 38 - Pirie (Zupancich, d'Alvise) 43 min 05 - d'Alvise | Arbitrage : Neagles |
|                  | |                                                             | | Arbitrage : Neagles |
| 6 min            | Pénalités | 12 min                                                      | | Arbitrage : Neagles |
| 35               | Tirs | 26                                                          | | Arbitrage : Neagles |

#### Phase finale
Les deux premières équipes de chaque groupe jouent contre les deux premières de l'autre groupe. Les points des précédents matches contre les adversaires de leur propre groupe sont retirés à l'exception des équipes qui n'ont pas réussi à se qualifier pour cette phase.
| Équipe           | MP | V | D | E | BP | BC | Pts |
| ---------------- | -- | - | - | - | -- | -- | --- |
| États-Unis       | 3  | 2 | 0 | 1 | 10 | 7  | 5   |
| Union soviétique | 3  | 2 | 1 | 0 | 16 | 8  | 4   |
| Suède            | 3  | 0 | 1 | 2 | 7  | 14 | 2   |
| Finlande         | 3  | 0 | 2 | 1 | 7  | 11 | 1   |

| 22 février 1980 | États-Unis | 4-3 (2–2, 0–1, 2–0) | Union soviétique | Olympic Fieldhouse, Lake Placid |

| Feuille de match | Feuille de match | Feuille de match                          | Feuille de match                                                                                  | Feuille de match               |
| ---------------- | --- | ----------------------------------------- | ------------------------------------------------------------------------------------------------- | ------------------------------ |
|                  | Schneider (Pavelich) - 14 min 03 Johnson (Christian, Silk) - 19 min 59 Johnson (Silk) (SN) - 48 min 39 Eruzione (Pavelich, Harrington) - 50 min 00 | 0 – 1 1 – 1 1 – 2 2 – 2 2 – 3 3 – 3 4 – 3 | 09 min 12 - Krutov (Kasatonov) 17 min 34 - Makarov (A. Golikov) 22 min 18 - Maltsev (Krutov) (SN) | Arbitrage : Karl-Gustav Kaisla |
|                  | |                                           |                                                                                                   | Arbitrage : Karl-Gustav Kaisla |
| 6 min            | Pénalités | 6 min                                     |                                                                                                   | Arbitrage : Karl-Gustav Kaisla |
| 16               | Tirs | 39                                        |                                                                                                   | Arbitrage : Karl-Gustav Kaisla |

| 24 février 1980 | Suède | 2-9 (0–4, 0–5, 2–0) | Union soviétique | Olympic Fieldhouse, Lake Placid |

| Feuille de match | Feuille de match                                                         | Feuille de match                                                  | Feuille de match | Feuille de match  |
| ---------------- | ------------------------------------------------------------------------ | ----------------------------------------------------------------- | --- | ----------------- |
|                  | Åhlberg (Weinstock, Holmgren) - 49 min 17 Holmgren (Näslund) - 54 min 21 | 0 – 1 0 – 2 0 – 3 0 – 4 0 – 5 0 – 6 0 – 7 0 – 8 0 – 9 1 – 9 2 – 9 | 00 min 36 - Petrov (Kharlamov) 05 min 52 - Makarov (A. Golikov) 10 min 31 - Maltsev (Bilyaletdinov, Pervoukhine) 17 min 38 - Mikhailov (Kharlamov, Pervoukhine) 20 min 33 - Vasiliev 27 min 18 - Krutov (Pervoukhine) 28 min 14 - Aleksandr Skvortsov (Balderis, Pervoukhine) 34 min 51 - Jlouktov (Balderis, Aleksandr Skvortsov) 35 min 02 - Fetisov | Arbitrage : Haley |
|                  |                                                                          |                                                                   | | Arbitrage : Haley |
| 8 min            | Pénalités                                                                | 12 min                                                            | | Arbitrage : Haley |
| 26               | Tirs                                                                     | 28                                                                | | Arbitrage : Haley |

Match de groupe reporté :
- Finlande 2–4 URSS

#### Meilleurs pointeurs
| Rang | Joueur            | MJ | B | A | Pts |
| ---- | ----------------- | -- | - | - | --- |
| 4e   | Aleksandr Golikov | 7  | 7 | 6 | 13  |
| 6e   | Boris Mikhailov   | 7  | 6 | 5 | 11  |
| 6e   | Vladimir Krutov   | 7  | 6 | 5 | 11  |
| 9e   | Sergei Makarov    | 7  | 5 | 6 | 11  |

Composition de l'équipe
- #1 Vladimir Myshkin G
- #20 Vladislav Tretiak G
- #2 Viacheslav Fetisov D
- #5 Vassili Pervoukhine D
- #6 Valeri Vasiliev D (A)
- #7 Alexei Kasatonov D
- #12 Sergueï Starikov D
- #14 Zinetula Bilyaletdinov D
- #9 Vladimir Krutov F
- #10 Alexander Maltsev F
- #11 Yuri Lebedev F
- #13 Boris Mikhailov F (K)
- #16 Vladimir Petrov F
- #17 Valeri Kharlamov F
- #19 Helmuts Balderis F
- #22 Viktor Jlouktov F
- #23 Aleksandr Golikov F
- #24 Sergei Makarov F
- #25 Vladimir Golikov F
- #26 Aleksandr Skvortsov F

### Luge
Homme
| Athlète       | Manche 1 | Manche 1 | Manche 2       | Manche 2 | Manche 3        | Manche 3 | Manche 4 | Manche 4 | Total           | Total |
| Athlète       | Temps    | Rang     | Temps          | Rang     | Temps           | Rang     | Temps    | Rang     | Temps           | Rang  |
| ------------- | -------- | -------- | -------------- | -------- | --------------- | -------- | -------- | -------- | --------------- | ----- |
| Dainis Bremze | 43 s 559 | 3        | 1 min 21 s 445 | 25       | N'a pas terminé | –        | –        | –        | N'a pas terminé | –     |

Doubles
| Athlètes                       | Manche 1 | Manche 1 | Manche 2 | Manche 2 | Total          | Total |
| Athlètes                       | Temps    | Rang     | Temps    | Rang     | Temps          | Rang  |
| ------------------------------ | -------- | -------- | -------- | -------- | -------------- | ----- |
| Dainis Bremze Aigars Krikis    | 40 s 164 | 11       | 40 s 498 | 10       | 1 min 20 s 662 | 10    |
| Valery Yakushin Sergey Danilin | 39 s 951 | 7        | 45 s 193 | 18       | 1 min 25 s 144 | 17    |

Femme
| Athlète          | Manche 1 | Manche 1 | Manche 2 | Manche 2 | Manche 3 | Manche 3 | Manche 4 | Manche 4 | Total          | Total |
| Athlète          | Temps    | Rang     | Temps    | Rang     | Temps    | Rang     | Temps    | Rang     | Temps          | Rang  |
| ---------------- | -------- | -------- | -------- | -------- | -------- | -------- | -------- | -------- | -------------- | ----- |
| Astra Rībena     | 39 s 617 | 8        | 39 s 780 | 7        | 39 s 816 | 8        | 39 s 798 | 8        | 2 min 39 s 011 | 8     |
| Ingrīda Amantova | 39 s 346 | 3        | 39 s 488 | 3        | 39 s 610 | 5        | 39 s 373 | 4        | 2 min 37 s 817 | 3     |
| Vera Zozuļa      | 38 s 978 | 1        | 39 s 167 | 1        | 39 s 271 | 1        | 39 s 121 | 1        | 2 min 36 s 537 | 1     |

### Combiné nordique
Épreuves:
- Saut à ski avec un tremplin normal (Trois sauts, les deux meilleurs sont comptés et montrés ici.)
- Ski de fond pendant 15 km

| Athlète           | Épreuve    | Saut à ski | Saut à ski | Saut à ski | Saut à ski | Ski de fond   | Ski de fond | Ski de fond | Total   | Total |
| Athlète           | Épreuve    | Distance 1 | Distance 2 | Points     | Rang       | Temps         | Points      | Rang        | Points  | Rang  |
| ----------------- | ---------- | ---------- | ---------- | ---------- | ---------- | ------------- | ----------- | ----------- | ------- | ----- |
| Fjodor Koltšin    | Individuel | 70,0       | 70,0       | 171,0      | 26         | 48 min 08 s 8 | 216,355     | 3           | 387,355 | 15    |
| Sergey Omelchenko | Individuel | 72,5       | 75,0       | 176,3      | 21         | 49 min 33 s 6 | 203,635     | 10          | 379,935 | 19    |
| Aleksandr Maïorov | Individuel | 75,5       | 78,0       | 194,4      | 13         | 48 min 19 s 6 | 214,735     | 6           | 409,135 | 7     |

### Saut à ski
| Athlète           | Épreuve         | Saut 1   | Saut 1 | Saut 2   | Saut 2 | Total  | Total |
| Athlète           | Épreuve         | Distance | Points | Distance | Points | Points | Rang  |
| ----------------- | --------------- | -------- | ------ | -------- | ------ | ------ | ----- |
| Andrey Shakirov   | Tremplin normal | 61,0     | 72,8   | 63,5     | 74,3   | 147,1  | 46    |
| Yury Ivanov       | Tremplin normal | 71,0     | 93,8   | 78,0     | 106,5  | 200,3  | 33    |
| Vladimir Vlasov   | Tremplin normal | 80,0     | 109,2  | 71,5     | 95,6   | 204,8  | 31    |
| Aleksej Borovitin | Tremplin normal | 80,5     | 115,0  | 76,0     | 105,3  | 220,3  | 21    |
| Aleksej Borovitin | Grand tremplin  | 91,5     | 91,8   | 96,0     | 101,6  | 193,4  | 36    |
| Andrey Shakirov   | Grand tremplin  | 96,5     | 99,3   | 90,0     | 87,7   | 187,0  | 39    |
| Yury Ivanov       | Grand tremplin  | 97,0     | 103,5  | 92,0     | 93,5   | 197,0  | 34    |
| Vladimir Vlasov   | Grand tremplin  | 97,0     | 103,5  | 96,5     | 101,8  | 205,3  | 28    |

### Patinage de vitesse
| Épreuve  | Athlète            | Course         | Course |
| Épreuve  | Athlète            | Temps          | Rang   |
| -------- | ------------------ | -------------- | ------ |
| 500 m    | Sergey Khlebnikov  | 39 s 25        | 15     |
| 500 m    | Anatoly Medennikov | 38 s 88        | 7      |
| 500 m    | Yevgeny Kulikov    | 38 s 37        | 2      |
| 1 000 m  | Anatoly Medennikov | 1 min 18 s 92  | 15     |
| 1 000 m  | Sergey Khlebnikov  | 1 min 17 s 96  | 9      |
| 1 000 m  | Vladimir Lobanov   | 1 min 16 s 91  | 3      |
| 1 500 m  | Yevgeny Solunsky   | 1 min 59 s 47  | 9      |
| 1 500 m  | Vladimir Lobanov   | 1 min 59 s 30  | 8      |
| 1 500 m  | Yury Kondakov      | 1 min 57 s 36  | 5      |
| 5 000 m  | Sergey Berezin     | 7 min 19 s 93  | 15     |
| 5 000 m  | Dmirty Ogloblin    | 7 min 16 s 92  | 13     |
| 5 000 m  | Viktor Lyoskin     | 7 min 16 s 24  | 11     |
| 10 000 m | Dimitry Ogloblin   | 15 min 20 s 14 | 16     |
| 10 000 m | Sergey Berezin     | 15 min 04 s 68 | 10     |
| 10 000 m | Viktor Lyoskin     | 14 min 51 s 72 | 7      |

| Épreuve | Athlète                  | Course           | Course |
| Épreuve | Athlète                  | Temps            | Rang   |
| ------- | ------------------------ | ---------------- | ------ |
| 500 m   | Irina Kuleshova-Kovrova  | 43 s 50          | 10     |
| 500 m   | Tatiana Tarassova        | 43 s 26          | 8      |
| 500 m   | Nataliya Petrusyova      | 42 s 42          | 3      |
| 1 000 m | Irina Kuleshova-Kovrova  | 1 min 29 s 94    | 20     |
| 1 000 m | Valentina Lalenkova      | 1 min 28 s 57    | 11     |
| 1 000 m | Nataliya Petrusyova      | 1 min 24 s 50 RO | 1      |
| 1 500 m | Vera Bryndzy             | 2 min 16 s 32    | 18     |
| 1 500 m | Tatyana Averina-Barabash | 2 min 16 s 32    | 18     |
| 1 500 m | Nataliya Petrusyova      | 2 min 14 s 15    | 8      |
| 3 000 m | Valentina Lalenkova      | 4 min 51 s 72    | 17     |
| 3 000 m | Olga Pleshkova           | 4 min 43 s 11    | 9      |
| 3 000 m | Nataliya Petrusyova      | 4 min 42 s 59    | 8      |